# Сергеј Фролов
Сергеј Анатолијевич Фролов (укр. Сергі́й Анато́лійович Фроло́в; Запорожје, 14. април 1992) украјински је пливач чија специјалност су трке слободним стилом на 400, 800 и 1500 метара. 

## Спортска каријера
Са озбиљнијим пливачким тренинзима, Фролов је започео као десетогодишњи дечак у пливачком тиму из свог родног Запорожја. Прво велико међународно такмичење на коме је наступио је било европско јуниорско првенство у Прагу, где није остварио неке запаженије резултате. На истом такмичењу, које је годину дана касније одржано у Хелсинкију, освојио је титулу континенталног првака у трци на 1500 метара слободним стилом, те још два сребра у тркама на 400 и 800 метара слободно. Месец дана касније по први пут је наступио на неком од великих сениорских такмичења, било је то Европско првенство у Будимпешти, а потом су уследили наступи на Европско првенству у малим базенима у Ајндховену, где је освојио и прву медаљу, сребро на 1500 слободно, и Светском првенству у малим базенима у Дубаију. 
На светским првенствима у великим базенима је дебитовао у Шангају 2011, и од тада је везао неколико узастопних учешћа на шампионатима света — у Барселони 2013, Казању 2015, Будимпешти 2017. (6. место на 1500 слободно) и Квангџуу 2019. (два седма места на 800 слободно и 1500 слободно). 
Такмичио се на Летњим олимпијским играма у Лондону 2012. и Рију 2016, а најбољи резултат му је било десето место у квалификацијама трке на 1500 слободно у Лондону. 
Са европских првенстава има освојену једну бронзану медаљу из Дебрецина 2012 (на 800 слободно) и два сребра и једну бронзу са првенстава континента у малим базенима. Значајне успехе је постигао на Универзијадама са којих има освојених укупно 6 медаља, укључујући и једно злато из Квангџуа 2015. у трци на 800 слободно.